# Kinyamaganga (periodiskt vattendrag i Burundi, Bujumbura Rural)
Kinyamaganga är ett periodiskt vattendrag i Burundi.   Det ligger i provinsen Bujumbura Rural, i den västra delen av landet, 26 kilometer söder om huvudstaden Bujumbura.
Omgivningarna runt Kinyamaganga är en mosaik av jordbruksmark och naturlig växtlighet. Runt Kinyamaganga är det tätbefolkat, med 276 invånare per kvadratkilometer.